# Three of a Perfect Pair
| Recensione | Giudizio |
| ---------- | -------- |
| AllMusic   |          |

Three of a Perfect Pair è il decimo album in studio dei King Crimson, pubblicato nel marzo del 1984 dalla E.G. Records.
È il terzo e ultimo album registrato dalla formazione attiva dal 1981 al 1984 e composta da Adrian Belew, Bill Bruford, Robert Fripp e Tony Levin.

## Descrizione
Le due facciate del disco in vinile furono intitolate rispettivamente: Left Side e Right Side («lato sinistro» e «lato destro» ma right side vuol dire anche: «lato giusto»). Secondo la spiegazione fornita da Robert Fripp in occasione della conferenza stampa di presentazione dell'album, le due parti sono così distinte: «Il lato sinistro è accessibile, il destro è eccessivo».

## Tracce
Testi di Adrian Belew, musiche dei King Crimson (Adrian Belew, Bill Bruford, Robert Fripp, Tony Levin)
Left Side
1. Three of a Perfect Pair – 4:13
2. Model Man – 3:49
3. Sleepless – 5:24
4. Man with an Open Heart – 3:05
5. Nuages (That Which Passes, Passes Like Clouds) (strumentale) – 4:47

Right Side
1. Industry (strumentale) – 7:04
2. Dig Me – 3:16
3. No Warning (strumentale) – 3:29
4. Larks' Tongues in Aspic, Part III (strumentale) – 6:05

The Other Side (bonus tracks edizione CD del 2001)
1. The King Crimson Barbershop – 1:37
2. Industrial Zone A (strumentale) – 1:44
3. Industrial Zone B (strumentale) – 4:33
4. Sleepless (Tony Levin mix) – 7:26
5. Sleepless (Bob Clearmountain mix) – 5:24
6. Sleepless (François Kevorkian mix) – 6:17

## Formazione
- Adrian Belew – voce, chitarra
- Robert Fripp – chitarra
- Tony Levin – basso, Chapman Stick, sintetizzatore, voce
- Bill Bruford – batteria acustica ed elettronica